# INT 1
Die INT 1 (auch INT-1 geschrieben), als Abkürzung für „Internationale Seekarte Nr. 1“, ist das Verzeichnis aller in den Internationalen Seekarten verwendeten Symbole und Abkürzungen. Sie wird herausgegeben von der „International Hydrographic Organization (IHO)“.

## Geschichte
Die INT-1 basiert auf den „Chart Specifications“ der IHO und wurde 1982  auf der 12. Internationalen Hydrographischen Konferenz in Monaco in Kraft gesetzt. Damals ging es um amtliche Seekarten auf Papier. Das Ziel war ein einheitliches Kartenbild mit identischen Symbolen und sprachübergreifenden Bezeichnungen in allen Ländern zu verwirklichen. Dazu wurde sie mehrmals ergänzt und verbessert. Sie ist heute ein verbreitetes Nachschlagewerk für jeden Kartenbenutzer, vom Sportbootskipper bis zum Kapitän.
Die INT-1 ist Teil der Publikation S-4 (Regulations for International Charts and Chart Specifications) und steht im Zusammenhang mit der INT-2 (Gradnetz und Skalen) und der INT-3 (Anwendung von Abkürzungen und Symbolen).

## Inhaltsverzeichnis
Allgemeines
A – Kartennummer, Kartentitel, Kartenrand
B – Positionen, Entfernungen, Richtungen, Missweisungen
Topographie
C – Natürliche Formen
D – Bauten
E – Landmarken
F – Wasserbauten, Häfen
G – Hydrographische Begriffe
Hydrographie
H – Gezeiten, Tiden
I – Tiefen
J – Grundbezeichnungen
K – Felsen, Wracks, Schifffahrtshindernisse
L – Offshore-Anlagen
M – Schifffahrtswege
N – Gebiete, Grenzen
O – Hydrographische Begriffe
Navigationshilfen
P – Leuchtfeuer
Q – Tonnen, Baken
R – Nebelschallsignale
S – Radar, Funktechnische Stationen, Satellitennavigation
T – Dienste und Einrichtungen
U – Einrichtungen für die Sportschifffahrt
Alphabetische Verzeichnisse
V – Abkürzungsverzeichnis
W – Internationale Abkürzungen
X – Stichwortverzeichnis

## Bezugsquellen
Die originale INT-1 ist als Open Data auf Englisch frei verfügbar unter der freien Lizenz Public Domain.
Einige Länder bieten eine übersetzte freie Ausgabe an. Sie ist jeweils zweisprachig auf Englisch und in der Landessprache:
Dänisch
Französisch
Spanisch
Deutschland bietet einen freien 2 %-Auszug unter „Wichtige Zeichen und Abkürzungen für Klein- und Sportschifffahrtskarten“ an.
Aktuelle Ausgabe: Karte 1 – Zeichen, Abkürzungen, Begriffe in deutschen Seekarten. Bundesamt für Seeschifffahrt und Hydrographie, Hamburg/Rostock, 2018, ISBN 978-3-86987-892-8